# Ostroměř (nádraží)
Ostroměř je železniční stanice v západní části obce Ostroměř v okrese Jičín v Královéhradeckém kraji poblíž řeky Javorky. Leží na neelektrizovaných jednokolejných tratích Chlumec nad Cidlinou – Trutnov a Hradec Králové – Turnov.

## Historie
Stanice byla otevřena 21. prosince 1870 společností Rakouská severozápadní dráha (ÖNWB), která sem zprovoznila svou odbočnou trať z Velkého Oseku přes Chlumec nad Cidlinou, roku 1871 prodlouženou na Starou Paku, Martinice v Krkonoších a Trutnov. Autorem univerzalizované podoby stanic pro celou dráhu byl architekt Carl Schlimp. Trasa byla výsledkem snahy o propojení železniční sítě ÖNWB severovýchodním směrem k hranicím s Pruskem. Roku 1871 propojila ÖNWB své tratě mezi Ostroměří a Jičínem, pravidelný provoz zde byl zahájen 17. prosince.
Po zestátnění ÖNWB v roce 1908 pak obsluhovala stanici jedna společnost, Císařsko-královské státní dráhy (kkStB), po roce 1918 pak správu přebraly Československé státní dráhy.[zdroj?]
V roce 2007 získalo ostroměřské nádraží ocenění nejkrásnější nádraží roku.

## Popis
Nachází se zde pět nekrytých jednostranných úrovňových nástupišť, k příchodu na nástupiště slouží přechod přes koleje. Ze stanice vycházejí tři vlečky.